# Thrypticus amoenus
Thrypticus amoenus är en tvåvingeart som beskrevs av Becker 1922. Thrypticus amoenus ingår i släktet Thrypticus och familjen styltflugor.
Artens utbredningsområde är Bolivia. Inga underarter finns listade i Catalogue of Life.